# Jürgen Seibold

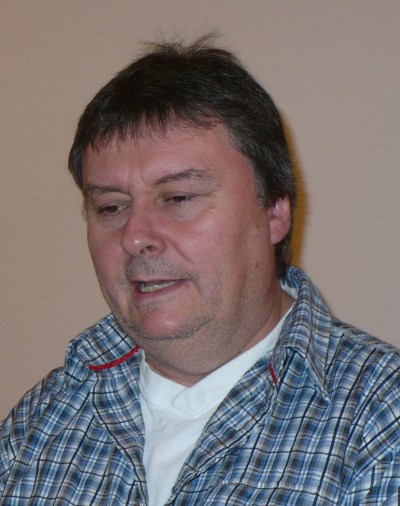
Jürgen Seibold 2011

Jürgen Seibold (* 11. März 1960 in Stuttgart) ist ein deutscher Journalist und Buchautor.

## Beruflicher Werdegang
Jürgen Seibold begann seine berufliche Laufbahn als freier Mitarbeiter bei der regionalen Tageszeitung Winnender Zeitung und arbeitete danach als Volontär, später als Redakteur bei der Eßlinger Zeitung. 1983 wurde er freier Journalist und schrieb für verschiedene Tageszeitungen, wie der Süddeutschen Zeitung, der Stuttgarter Zeitung, Saarbrücker Zeitung, der Berliner Morgenpost, der Neuen Presse (Hannover), der Sächsischen Zeitung, der Augsburger Allgemeinen oder in den Kieler Nachrichten und für die Rundfunksender SDR und SR. Er war über mehrere Jahre freier Mitarbeiter beim Stern und schrieb unter anderem für Harper’s Bazaar, Penthouse, Bunte, Wiener, Schweizer Illustrierte, Motorrad, Video, Audio, tip Berlin oder Computer Bild. Seibold ist zudem Gründer von „Seibold Medien“, einem Verlag für Mediengestaltung.
Seit 1989 veröffentlichte Seibold eine Reihe von Musikerbiografien, u. a. über Bryan Adams, U2, Peter Gabriel, Phil Collins, Prince, a-ha, Depeche Mode, Peter Maffay, The Rolling Stones, Die Toten Hosen, Kelly Family und Jon Bon Jovi. Er verfasste zudem Sachbücher über Filmthemen, Musikerporträts für CD-Booklets und CD-/DVD-Kritiken und war an diversen Internet-Projekten beteiligt.
Jürgen Seibold ist verheiratet, hat zwei Söhne und lebt mit seiner Familie im Rems-Murr-Kreis. Dort spielen auch seine ersten beiden Kriminalgeschichten. In Endlich ist er tot (2007) ermittelt die Kripo Schorndorf in ländlicher Umgebung im Wieslauftal. Endlich Richtfest (2008) spielt in verschiedenen Neubaugebieten zwischen Winnenden, Waiblingen und Schorndorf.
In Unsanft entschlafen (2009) stellt Seibold den korpulenten Bestatter Gottfried Fröhlich in den Mittelpunkt. Fröhlich ermittelt auf eigene Faust im Heckengäu, rund um Weil der Stadt, da die Polizei seine Zweifel am natürlichen Tod einer alten Dame nicht ernst nimmt. In der Geschichte geht es unter anderem um Rockmusik in schwäbischem Dialekt und um die Schwäbische Küche verbunden mit der Kochkunst der Landfrauen. Das Buch enthält verschiedene Kochrezepte. In Endlich still (2009) wird eine grausam zugerichtete weibliche Leiche in einem Maislabyrinth der Nähe von Alfdorf gefunden. Wie in Seibolds ersten Krimis ermittelt wieder die SoKo der Kommissare Klaus Schneider und Rainer Ernst. In der Geschichte, in der es um verschiedene erotische Beziehungen geht, taucht jedoch eine neue Figur, die äußerst attraktive Pathologin Zora Wilde auf.
Jürgen Seibolds erster Roman Bloß keine Maultaschen ist eine Komödie, die im Mai 2010 erschien. Sie handelt von einem rücksichtslosen Stuttgarter Immobilienhändler, der seine schwäbischen Wurzeln abgelegt hat. Ein vermeintlicher Fluch einer Ureinwohnerin der Stadt, ausgeführt mit einer Laugenstange führt dazu, dass jeder Kontakt mit dem „typisch Schwäbischen“ für ihn eine Katastrophe auslöst. Er landet kurzfristig auf der Straße, lernt die Freundschaft der Stuttgarter Obdachlosen zu schätzen und findet schließlich bei den Helfern in der Suppenküche die Frau seines Lebens.
Seibolds Kriminalgeschichte Endlich fit (2010) spielt in Backnang. Erneut ermitteln Schneider und seine Kollegen und auch Frau Dr. Zora Wilde kommt wieder ins Spiel. Bestatter Gottfried Fröhlich setzt in Seibolds Krimi Schwer verdaulich wieder seinen Spürsinn für schwierige Fälle ein. Neben der Handlung geht es erneut um regionale Köstlichkeiten, die auf einem Neckarschiff, dem Schwimmenden Buffet auf der Fahrt zwischen Plochingen und Besigheim serviert werden.
In Seibolds Ausflugsführer Band-Württemberg scharf (2011) geht es auch nicht ausschließlich um pikante Speisen, wie dem Senf aus der Manufaktur in Schorndorf, oder dem aphrodisierenden Kaffee aus der Rösterei in Offenburg. Vorgestellt wird auch ein Barbier aus Winnenden oder ein Falkner aus Wolpertshausen-Cröffelbach und es wird die Geschichte des Scharfrichters Georg Friedrich Belthle, auf dessen Biografie Seibold bei einem Museumsbesuch in Tübingen stieß.
Im Jahr 2011 erschienen zwei Krimis von Jürgen Seibold. In Endlich allein, ermitteln wieder die Kommissare Schneider und Ernst, die in Waiblingen den Mord an einer älteren Frau aufklären, die vor ihrer Wohnungstür in einem Mehrfamilienhaus mit einer Spätzlepresse erschlagen wurde. In Lindner und das Apfelmännle kommt eine neue Figur ins Spiel. Der vom Dienst freigestellte LKA-Kommissar Stefan Lindner, wird in seinem Heimatort Bad Boll in die Ermittlungen in einen Mordfall einbezogen. Ein Landesbeamter aus Stuttgart ist in Seibolds Geschichte auf einer Streuobstwiese mit Mostäpfeln gesteinigt worden.
Seibolds Psychothriller Kinder erschien im Frühjahr 2012 und spielt an einem Gymnasium in einer nicht namentlich genannten Stadt in der Nähe von Stuttgart.
Im Kriminalroman Gründlich abgetaucht geht es wieder um Bestatter Fröhlich, der inzwischen nach Esslingen am Neckar gezogen ist und der Polizei bei ihren Ermittlungen nach dem Fund einer Leiche auf einem Stocherkahn behilflich ist. In Endlich Endzeit, das im Sommer 2012 veröffentlicht wurde ermitteln Schneider und Ernst in ihrem vorerst letzten Fall. Die Geschichte ist in der Zukunft angesiedelt und beginnt am 6. Dezember 2012, an dem ein aufgespießter und bis zur Unkenntlichkeit verbrannter Körper über einer Feuerstelle am Ebnisee gefunden wird. Eine Gruppe, die an die Verheißung des Weltuntergangs am 23. Dezember 2012 glaubt, hat dort ihr Zeltlager für ein Treffen vorbereitet.
Seibolds Historienroman Der arme Konrad handelt vom Leben der Familie Peter Gaiß und den Aufständen des gemeinen Mannes, genannt Armer Konrad, beginnend in Beutelsbach um das Jahr 1514.

## Werke (Auswahl)

### Biografien
- 1989 Paul McCartney. Paul Zsolnay Verlag, Wien, ISBN 3-8118-3045-7.
- 1990 The Rolling Stones. Pabel-Moewig Verlag, ISBN 3-8118-3047-3
- 1990 Rod Stewart. Zsolnay, Wien, ISBN 3-552-05035-3.
- 1991 Prince. Verlagsunion Erich Pabel-Arthur Moewig KG, Rastatt, ISBN 3-8118-3078-3.
- 1992 Michael Jackson. Zsolnay, Wien, ISBN 3-552-05003-5.
- 1993 Billy Joel. Zsolnay, Wien, ISBN 3-552-05091-4.
- 1994 ZZ Top. Zsolnay, Wien, ISBN 3-552-05142-2.
- 1994 Aerosmith. Zsolnay, Wien ISBN 3-552-05136-8.
- 1999 Leonardo DiCaprio – Der romantische Held. Heyne, ISBN 3-453-14579-8.
- 2002 Bruce Willis – Vom Fighter zum Lover. Heyne, ISBN 3-453-18176-X.
- 2022 It’s My Life: Jon Bon Jovi. Biografie. Verlag Neues Leben, ISBN 978-3-355-01910-1.

### Reihe Kommissare Schneider und Ernst
- 2007 Endlich ist er tot.  Silberburg-Verlag, ISBN 978-3-87407-762-0.
- 2008 Endlich Richtfest. Silberburg-Verlag, ISBN 978-3-87407-799-6.
- 2009 Endlich still. Silberburg-Verlag, ISBN 978-3-87407-851-1.
- 2010 Endlich fit. Silberburg-Verlag, ISBN 978-3-87407-986-0.
- 2011 Endlich allein. Silberburg-Verlag ISBN 978-3-8425-1154-5.
- 2012 Endlich Endzeit. Silberburg-Verlag ISBN 978-3-8425-1215-3.
- 2014 Endlich frei. Silberburg-Verlag, ISBN 978-3-8425-1346-4.

### Reihe Bestatter Gottfried Froelich
- 2009 Unsanft entschlafen. Silberburg-Verlag, ISBN 978-3-87407-829-0.
- 2010 Schwer verdaulich. Silberburg-Verlag, ISBN 978-3-87407-992-1.
- 2012 Gründlich abgetaucht. Silberburg-Verlag ISBN 978-3-8425-1187-3.
- 2013 Schlampig dosiert. Silberburg-Verlag, ISBN 978-3-8425-1281-8.
- 2015 Brutal vergeigt. Silberburg-Verlag, ISBN 978-3-8425-1427-0.

### Reihe Immobilienhändler Ronald D. Wimmer
- 2010 Bloß keine Maultaschen. Silberburg-Verlag, ISBN 978-3-87407-878-8.
- 2012 Maultaschen-Komplott. Silberburg-Verlag, ISBN 978-3-8425-1209-2

### Reihe Kommissar Stefan Lindner
- 2011 Lindner und das Apfelmännle. Silberburg-Verlag ISBN 978-3-8425-1157-6.
- 2013 Lindner und die Tageslosung. Silberburg-Verlag, ISBN 978-3-8425-1245-0.
- 2014 Lindner und das Keltengrab. Silberburg-Verlag, ISBN 978-3-8425-1347-1.
- 2016 Lindner und das schwarze Schaf. Silberburg-Verlag, ISBN 978-3-8425-1483-6.
- 2018 Lindner und der klare Fall. Silberburg-Verlag, ISBN 978-3-8425-2112-4.

### Kommissar Eike Hansen
- 2013 Rosskur. Piper Verlag, ISBN 978-3-492-30074-2.
- 2014 Gnadenhof. Piper Verlag, ISBN 978-3-492-30075-9.
- 2015 Landpartie. Piper Verlag, ISBN 978-3-492-30542-6.
- 2016 Pferdefuß. Piper Verlag, ISBN 978-3-492-30543-3.
- 2017 Schandfleck. Piper Verlag, ISBN 978-3-492-30852-6.
- 2019 Volltreffer. Piper Verlag, ISBN 978-3-492-31377-3.

### Reihe Buchhändler Robert Mondrian
- 2020 Schneewittchen und die sieben Särge. Piper Verlag, ISBN 978-3-492-31596-8.
- 2022 Frodo war’s nicht. Piper Verlag, ISBN 978-3-492-31765-8.
- 2023 Sherlock ist ausgeflogen. Piper Verlag, ISBN 978-3-492-31766-5.
- 2025 Herr Max Moritz mahlt nicht mehr. Piper Verlag, ISBN 978-3-492-32055-9.
- 2025 Sein oder Totsein. Piper Verlag, ISBN 978-3-492-31597-5.

### Reihe Apothekerin Maja Ursinus
- 2019 Schwarzer Nachtschatten. Piper Verlag, ISBN 978-3-492-31378-0.
- 2021 Weißes Teufelskraut. Piper Verlag, ISBN 978-3-492-31764-1.

### Einzelwerke
- 1998 Schön ist es auf der Welt zu sein – Die Neue Deutsche Schlagerwelle. Heyne, ISBN 3-453-13121-5.
- 2011 Baden-Württemberg scharf – über 30 pikante Ausflugsziele. Silberburg-Verlag, ISBN 978-3-8425-1101-9.
- 2012 Kinder. Piper Verlag ISBN 978-3-492-27307-7.
- 2014 Der arme Konrad. Silberburg-Verlag, ISBN 978-3-8425-1297-9.
- 2015 Sag niemals noi. Silberburg-Verlag, ISBN 978-3-8425-1395-2.
- 2017 Zwei Likes für Lena. Silberburg-Verlag, ISBN 978-3-8425-2025-7.